# Бакулин, Валентин Иванович
Валенти́н Ива́нович Баку́лин (30 января 1945, Иваново — 24 февраля 2022, Иваново) — советский и российский государственный деятель, политик, бывший член Совета Федерации, представляющий Ивановскую областную думу (2001—2004).

## Биография
Окончил Ивановский текстильный техникум по специальности «техник-технолог-организатор прядильного производства». С 1964 по 1967 год проходил срочную службу в Советской армии. Работал на заводе чесальных машин в г. Иваново слесарем, председателем цехового профсоюзного комитета, председателем совета трудового коллектива, бригадиром ремонтников отделочного производства. Впоследствии был председателем Совета директоров, бригадиром слесарей-ремонтников АОЗТ «Красная Талка».
В 1989 году по квоте от профсоюзов избирался народным депутатом СССР.
Член ЦК КПРФ с 1994 года. В 1995 году баллотировался в депутаты Государственной думы по Ивановскому одномандатному избирательному округу № 78. Набрав 12,94 %, он, заняв второе место, проиграл выборы своему основному конкуренту Владимиру Ларицкому.
В 2000 году избрался в депутаты Законодательного собрания Ивановской области. Через год Валентин Бакулин был выбран в Совет Федерации от парламента области. Работал в Комитете по международным делам. Параллельно входил в состав Совета Европы.
В январе 2004 года Валентин Бакулин написал заявление об уходе из Совета Федерации по состоянию здоровья. Однако впоследствии он решил не стал торопиться со своим уходом. Но 19 февраля 2004 года Законодательное собрание само отозвало сенатора.
С 2004 года возглавлял кадровую комиссию Ивановского областного комитета политической партии КПРФ. В 2005 году баллотировался в депутаты ЗС по партийным спискам.
Скончался 24 февраля 2022 года. Похоронен на Богородском кладбище в Иванове.

## Награды
За свою работу был награждён медалью «За трудовую доблесть».